# Сігалов Давид Лазарович
Давид Лазарович Сігалов (03.02.1894-17.03.1985) — український лікар-педіатр, колекціонер.

## Біографія
Народився 3 лютого 1894 року в м. Переяславі. У 1912 році з відзнакою закінчив гімназію та поза конкурсом поступив до Київського університету на медичний факультет, але рівно через добу вирішив перевестись на юридичний. Його батько раптом дізнався про це і одразу приїхав до Києва. Відчай батька був таким сильним, що Сігалов знову пішов до ректора. «Що ви скачете, як блоха?», — різко запитав той. «Єдина причина — підкоряюсь волі батька», — відповів той. «Перевести», — наклав резолюцію ректор. Так Давид Сігалов опинився на медичному факультеті, де в той самий час, на два курси пізніше, навчався майбутній автор «Майстра і Маргарити» Михайло Булгаков.
У 1915 р. студентів-медиків відправили на фронт. Давид Лазарович служив полковим лікарем (найвища посада в армії), але був контужений і евакуйований до Києва. 1916 року його демобілізували і він пішов працювати ординатором до дитячої поліклініки при Київському університеті.
З 1919 по 1924 займався лікарською практикою в Переяславі. Але у 1919 році сталася трагедія. 25-річному Давиду Сігалову знаменитий Феофіл Яновський, чиїм ім′ям зараз названо Національний інститут фтизіатрії і пульмонології, поставив страшний діагноз — туберкульоз легенів, і вирок — жити залишилось 6-10 днів. «Була зима. По дорозі нова біда — нападають хулігани і знімають шапку», — розповідав пізніше сам Сігалов. «Але ж було так багато планів. Я з болем задумався, як можу зберегти собі життя? Думалось так: „Якщо одна легеня не діє, значить, її функції переходять на іншу, стало бути, здоровій легені потрібно більше кисню.“ Тоді я, з жахом для рідних, вимагав виводити мене на повітря. І так протягом усієї зими і весни. Температура починає падати, здоров′я міцнішає і поступово я зводжусь на ноги.» Цей випадок став поворотним у долі лікаря-початківця, визначивши його лікарську і життєву філософію, засновану на культі повітря. Приходячи до своїх маленьких пацієнтів, Давид Лазарович широко відчиняв кватирку в будь-яку пору року і закликав батьків не кутати хворих чад, пояснюючи, що лише повітря зробить їхніх дітей здоровими. Сігалов мислив ще так: «Чому картини такі хороші й так довго зберігаються? Тому що вони не люблять спеку і тепло. Саме тому потрібно, щоб людина також жила при температурі 18 градусів, адже лише тоді організм мобілізується.»
У 1924 році Давид Сігалов повернувся до Києва, працював у дитячій лікарні та поліклініці. Тоді почав колекціонувати картини.
У 1936—1941 рр. — асистент дитячої клініки Київського інституту вдосконалення лікарів. 1941 року був евакуйований разом із дитбудинками (в яких було більше 400 дітей) до міста Сердобська Пензенської області.
У 1944 р. за індивідуальним викликом Мінздраву УССР Д. Сігалов повернувся до Києва і з того часу працював у дитячій лікарні при Охмадеті на посаді доцента.
У 1947—1979 рр. завідував кафедрою в Київському інституті вдосконалення лікарів.
З 1973 р. — постійний консультант Київської спеціалізованої дитячої лікарні.
У 1984 році відбулася виставка робіт із колекції Сігалова в Київському музеї російського мистецтва, присвячена його 90-річчю. Цьому музею він передав свою багату колекцію творів мистецтва.
Давид Сігалов колекціонував різноманітні картини, в першу чергу двох головних об′єднань того часу — «Світу мистецтв» і «Союзу російських художників». У його колекції були роботи Костянтина Коровіна, Сергія Жуковського, Костянтина Юона, Філіпа Малявіна, Зінаїди Серебрякової.
Помер Давид Лазарович Сігалов 17 березня 1985 року.